# Ivan Martelanc
Ivan Martelanc, slovenski gradbeni podjetnik, * 9. september 1840, Barkovlje, Avstro-Ogrska, † 17. julij 1915, Barkovlje, Avstro-Ogrska.

## Življenje in delo
Rodil se je v družini lastnika podjetja za nakladanje in razkladanje balasta in vinogradnika Antona in gospodinje Marije Ane Martelanc rojene Starc. Še mlad se je posvetil zidarskemu poklicu in s pridnostjo napredoval. Leta 1872 je sodeloval pri gradnji pristanišča v Barkovljah. Kasneje je delal kot poslovodja pri gradnji nove železniške postaje Južne železnice v Trstu, sedanje glavne železniške postaje. Leta 1887 se je združil s Svetkom Martelancem (s katerim ni bil v sorodu) in ustanovil gradbeno podjetja Ivan Martelanc & drugi. Skupaj sta zgradila hotel v Grljanu pri Trstu, prvo večje delo po združitvi pa je bila gradnja velikega podpornega zidu, ki loči Posseggio Sant' Andrea od nove istoimenske železniške postaje. Leta 1880 je podjetje v ladjedelnici sv. Marka zgradilo zidani dok za spuščanje novozgrajenih ladij v morje. Dok se je raztezal na suhem 210 m pod vodo pa 90 m v dolžino. Leta 1889 je podjetje zgradilo temelje za novo namestniško palačo na Velikem trgu (sedaj Piazza Unita d'Italia). Tam je bilo v močvirnato dno zabitih 2.332 jelovih pilotov, visokih 6,10 m. Sledile so še druge gradnje med katerimi velja omeniti šolo sv. Cirila in Metoda pri Sv. Jakobu (1902), ki je bila najmodernejša tržaška šola, gradnja pomolov v Pulju in nekaterih drugih pristaniščih v Dalmaciji in Narodnega doma (1901-1904). Podjetje je bilo pred prvo svetovno vojno največje gradbeno podjetje v Trstu in je v času največjih gradbenih dejavnosti zaposlovalo do 2.400 delavcev. Uspešno je delovalo vse do italijanske zasedbe Trsta, potem pa so ga novonastale politične razmere počasi dušile, dokler ga ni fašistična oblast leta 1927 dokončno prepovedala.